# Айсоім (притока Лихна)
Айсоім (заст. Ай-Соім ) – річка в Росії, протікає в Ханти-Мансійському АО. Устя річки знаходиться за 177 км по лівому березі річки Лихн. Довжина річки складає 11 км. 
Має два невеликі притоки — у верхів'ї лівий, у центральній течії — правий  .

## Дані водного реєстру
За даними державного водного реєстру Росії відноситься до Нижньообського басейнового округу, водогосподарська ділянка річки – Об від впадання Іртиша до впадання річки Північна Сосьва, річковий підбасейн річки – басейни притоку Обі від Іртиша до впадання Північної Сосьви. Річковий басейн річки – (Нижня) Об від впадання Іртиша  .
Код об'єкта в державному водному реєстрі – 15020100112115300021965  .